# Zoran Kostić (Fußballspieler)
Zoran Kostić (serbisch-kyrillisch Зоран Костић, * 14. November 1982 in Čačak) ist ein ehemaliger serbischer Fußballspieler. Der Mittelfeldspieler stand in seiner Karriere in seinem Heimatland, in Russland und in Kasachstan unter Vertrag.

## Sportlicher Werdegang
Kostić entstammt der Jugend des FK Borac Čačak. Für den seinerzeitigen Erstligisten debütierte er 1999 in der Männermannschaft auf, nach dem Abstieg am Saisonende lief er anschließend weiter unregelmäßig für den Klub in der zweiten Liga auf. Im Sommer 2001 verlieh ihn der Klub an den Ligakonkurrenten FK Polet Ljubić, wo er sich als Stammspieler durchsetzte und 22 Saisonspiele bestritt. Nach seiner Rückkehr am Ende der Spielzeit avancierte er auch bei seinem Heimatverein zum Stammspieler und stieg mit der Mannschaft in die Prva liga Srbije i Crne Gore auf. Auch in der ersten Spielklasse bestritt er in den folgenden Jahren die meisten Saisonspiele, als sich der Verein im hinteren Tabellendrittel etablierte. Mit einem siebten Tabellenplatz in der Spielzeit 2005/06 verpasste der Klub knapp den Europapokal, qualifizierte sich aber nach dem Auseinanderbrechen von Serbien und Montenegro im Sommer 2006 für die serbische höchste Spielklasse, die SuperLiga.
Kostić verließ jedoch sein Heimatland und heuerte beim russischen Klub Schinnik Jaroslawl an. Bis zum Ende der Spielzeit 2006 lief er regelmäßig für seinen neuen Klub in der Premjer-Liga auf, stieg jedoch am Saisonende mit der Mannschaft aus der höchsten Spielklasse ab. In der folgenden Spielzeit kam er kaum zum Zug, so dass ihn der Klub nach dem direkten Wiederaufstieg an den Zweitligisten Ural Jekaterinburg abgab. Bis zum Saisonende lief er nach einer Verletzung im Juli in 25 der 42 Saisonspiele auf, als Tabellenvierter verpasste er mit der Mannschaft den Aufstieg in die Premjer-Liga. Nach der Saison kehrte er zu Schinnik Jaroslawl zurück, der Klub war erneut in die zweite Liga abgestiegen. Zwar mit der Rückennummer „10“ ausgestattet kam der Mittelfeldspieler bis zum Sommer nicht mehr für den Verein zum Einsatz.
Im Sommer 2009 kehrte Kostić in sein Heimatland zum FK Borac Čačak zurück. Beim serbischen Erstligisten war er wiederum Stammspieler und platzierte sich mit der Mannschaft im Mittelfeld der Tabelle. Im Sommer 2011 verließ der Serbe erneut sein Heimatland und wurde vom kasachischen Erstligisten FK Aqtöbe verpflichtet. Die Spielzeit 2011 beendete er mit seinem neuen Verein auf dem dritten Tabellenplatz der kasachischen Premjer-Liga.